# Eskapizm
Eskapizm (ang. escapism od escape – „ucieczka”) – oznacza ucieczkę od problemów związanych z życiem społecznym, codziennością i rzeczywistością w świat iluzji i fantazji. W literaturze jest to oderwanie tekstu dzieła od realiów.
W socjologii termin ten oznacza oderwanie się ruchów społecznych od rzeczywistych problemów społecznych i zwrócenie się w stronę religijności. Wynika z przekonania o niemożliwości rozwiązania kryzysu społecznego w warunkach istniejącego porządku społecznego. W tym przypadku eskapizm odwołuje się do mistyki i religii w rozwiązywaniu problemów społecznych.

## Przyczyny
Pragnienie ucieczki od rzeczywistości może wystąpić jako reakcja na długotrwały i silny stres spowodowany przez uraz psychiczny, ciężką pracę, niebezpieczne środowisko, niemożność nawiązania relacji z innymi członkami danego społeczeństwa. Często pojawia się w kryzysowych sytuacjach autorefleksji.

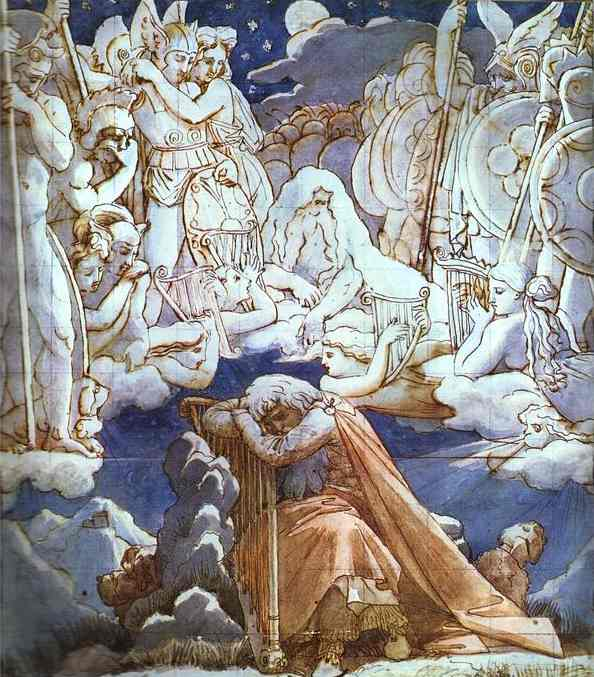
Ingres, Jean Auguste Dominique (1811–1813), „Pieśni Osjana”

## Rodzaje aktywności
Każda aktywna działalność (kariera, sztuka, sport, moda, seks, religia itp.) może być sposobem na ucieczkę od rzeczywistości, jeśli ktoś stosuje te czynności jako rekompensatę nierozwiązanych problemów osobistych. Formą eskapizmu może stać się też bierna aktywność (oglądanie filmów, czytanie książek, picie alkoholu lub zażywanie narkotyków, medytacja itp.). Eskapizm może przejawiać się zarówno jako fizyczna ucieczka od świata (do odległej wioski, odległych regionów), jak i psychologiczna – gdy, nawet w przypadku braku izolacji od społeczeństwa, człowiek przestaje być zainteresowany znanymi mu i akceptowanymi w danym społeczeństwie wartościami, preferując swój świat marzeń.
Eskapizm nie jest chorobą i nie jest uwzględniony jako taka w żadnych książkach medycznych, choć doprowadzony do skrajności z przyczyn zewnętrznych, może przekształcić się w obsesyjną manię. (Na przykład skrajny eskapizm króla Ludwika II Bawarskiego uznano za wynik zaburzeń psychicznych, a założyciela Pink Floyd Syda Barretta jako wynik nadużywania LSD). Z drugiej strony, w umiarkowanej formie, eskapizm może stać się rodzajem rekreacji, a także może pomóc w przezwyciężeniu stresu.

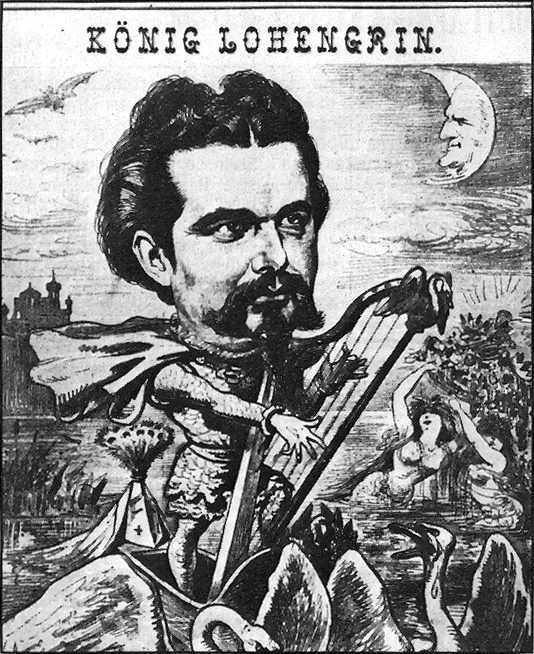
Król Ludwik II Bawarski był uważany za szalonego, ponieważ „uciekał” w magiczny świat oper Wagnera. Karykatura przedstawia go w roli Lohengrina.

## Kultura a eskapizm
Pisarz i specjalista w dziedzinie literatury John R.R. Tolkien w swoich pracach rozpatrywał ucieczkę od rzeczywistości do „światów wtórnych” generowanych przez wyobraźnię i literaturę, jako czysto pozytywne zjawisko, które przynosi komfort i satysfakcję. Uważał, że „ucieczce” w literaturze służą szczęśliwe zakończenia i nieoczekiwane ratowanie się bohaterów. W swoich książkach on realizował te idee, i do dziś wielu fanów Tolkiena (tolkinistów) „przenosi się” w wykreowany przez niego świat, identyfikując się z jego bohaterami. Przyjaciel Tolkiena C.S. Lewis, zgadzając się z nim, dodawał, że „uciekają” zazwyczaj z więzienia, którym dla artystów jest codzienność.
W dzisiejszym świecie nowoczesne technologie i kultura masowa dostarczają mnóstwo sposobów na ucieczkę od rzeczywistości: gry komputerowe, Internet, rzeczywistość wirtualna, filmy i telewizja. Szczególnie interesujące psychologów i socjologów jest zjawisko internetowych gier typu fabularnego (RPG oraz cRPG), w których gracze są całkowicie zanurzeni w fikcyjnym świecie. Podobnie w powieści Fahrenheit 451 autorstwa Raya Bradbury’ego społeczeństwo wykorzystuje radio i telewizję do mentalnej ucieczki przed surowym prawem i widmem nadchodzącej wojny.
Niemiecki filozof społeczny Ernst Bloch uważał, że eskapizm i ucieczka w świat marzeń z dala od współczesnej techniki oraz racjonalizmu może być impulsem do zwrotu ku humanistycznemu spojrzeniu na organizację społeczeństwa. Według niego eskapizm może być „niedojrzałym, ale szczerym substytutem rewolucji”.
Pisarz, filozof i poeta Olaf Stapledon w eseju Escapism in Literature (1939/40) potępił eskapizm:

„Literatura eskapistyczna” może zawierać wiele prawdziwej twórczości, ale jej główny cel jest przeciwieństwem twórczości. Zazwyczaj przeszkadza rozwojowi doświadczenia, odwraca umysł od pewnych nieprzyjemnych, lecz ważnych aspektów rzeczywistości. Twórcze umiejętności pisarza są prostytuowane w nienaturalnym celu, mianowicie by udaremnić twórczość, by odwrócić uwagę od drogi rozwoju. Tak więc, niezależnie od oceny moralnej, z czysto literackiego punktu widzenia „literatura eskapistyczna” jest zubożonym rodzajem literatury, ponieważ jej nieodłączną cechą jest poważne ograniczenie wrażliwości i nieszczere użycie zdolności twórczych. Z punktu widzenia moralności, „literatura eskapistyczna” jest zła, ponieważ często sprawia, że ludzie odwracają uwagę od palących problemów moralnych.